# Muddusjärvi
Muddusjärvi, Mutusjärvi eller Muttusjärvi (enaresamiska: Mudusjävri eller Muddusjävri) är en sjö i Enare kommun väster om Enare träsk.  Muddusjärvi ligger 146,2 meter över havet. Den är 74 meter djup. Arean är 50,45 kvadratkilometer och strandlinjen är 160,15 kilometer lång. Kaamasjoki (Kaamâsjuuhâ) rinner ut i sjön.
Helsingfors universitet har en forskningsstation vid sjön, en av världens nordligaste vad gäller lantbruk.
Ett tyskt Junkers Ju 52-plan föll ner i Muddusjärvi 21 oktober 1944.